# Polydesmus humberti
Polydesmus humberti är en mångfotingart som beskrevs av Porath 1872. Polydesmus humberti ingår i släktet Polydesmus och familjen plattdubbelfotingar. Inga underarter finns listade i Catalogue of Life.